# Patch (Unix)

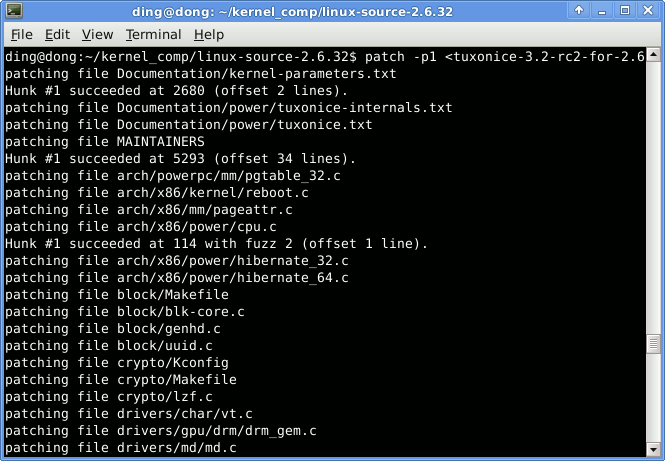

Patch es un comando de Unix y Unix-like que actualiza ficheros de texto de acuerdo a las instrucciones contenidas en un archivo separado, llamado archivo de parche. Este archivo (denominado patch) es un archivo de texto que consiste en una lista de las diferencias entre ficheros y se produce mediante la ejecución del comando diff comparando con el fichero original y actualizándolo con los argumentos de diff.
El programa original fue escrito por Larry Wall (creador del lenguaje de programación Perl) en mayo de 1985. Una nueva versión del programa es parte del proyecto GNU y es mantenido por la FSF.

## Contexto de uso
El comando se utiliza con frecuencia para la actualización del código fuente a una versión más reciente. Debido a esto es utilizado frecuentemente en sistemas de control de código fuente como CVS. El programa no solo es capaz de añadir texto como puede intuirse, también es capaz de eliminarlo.
Ejemplo de uso:

Creación del fichero:
```
$ diff -u oldFile newFile > mods.diff
```

Aplicación del parche:
```
$ patch < mods.diff
```